# Wagrain
Wagrain är en köpingskommun i distriktet St Johann im Pongau i förbundslandet Salzburg i Österrike. Kommunen har 3 175 invånare (2024). Byn nämns första gången i skrift 1243 (Wakrein) och var ursprungligen ett gruvområde. Idag är områdets huvudsakliga inkomst turism. På vintern är besöksnäringen nästan uteslutande vintersport och då i synnerhet alpinskidåkning. På sommaren lockar man istället vandrare och mountainbikers. Liftarna hålls öppna både på sommar och vinter.

## Orter
Kommunen består av fem orter/ortsdelar (Ortschaften) (inom parentes invånarantal 1 januari 2024):
- Hof (1 342)
- Hofmarkt (820)
- Schwaighof (482)
- Vorderkleinarl (181)
- Wagrain Markt (350)

## Topografi
Byn är på grund av sin topografi indelad i två områden. Det lägre belägna och byns ursprungliga centrum kallat "Markt" och det något högre belägna "Kirchboden". Området Markt förändras relativt långsamt då det på grund av områdets inklämda läge mellan bergsslänter inte direkt finns ledig mark för expansion. Många av de nuvarande byggnaderna restes efter den stora branden 19 mars 1927 som förstörde stora delar av byn. Kirchboden å andra sidan har tack vare sitt öppna läge på en platå över den gamla byn genomgått en avsevärd utveckling under det senaste halvseklet och gått från öppna ängar till tätbebyggt område. Det gör också att den genomsnittliga åldern på fastigheterna på Markt är avsevärt högre än på Kirchboden. För övernattande turister är standarden över lag högre i gästhusen på Kirchboden än på Markt. Undantaget från ovanstående är några stora lyxhotell i området kring dalstationen till Grafenberg som byggts under 2010-talet.  

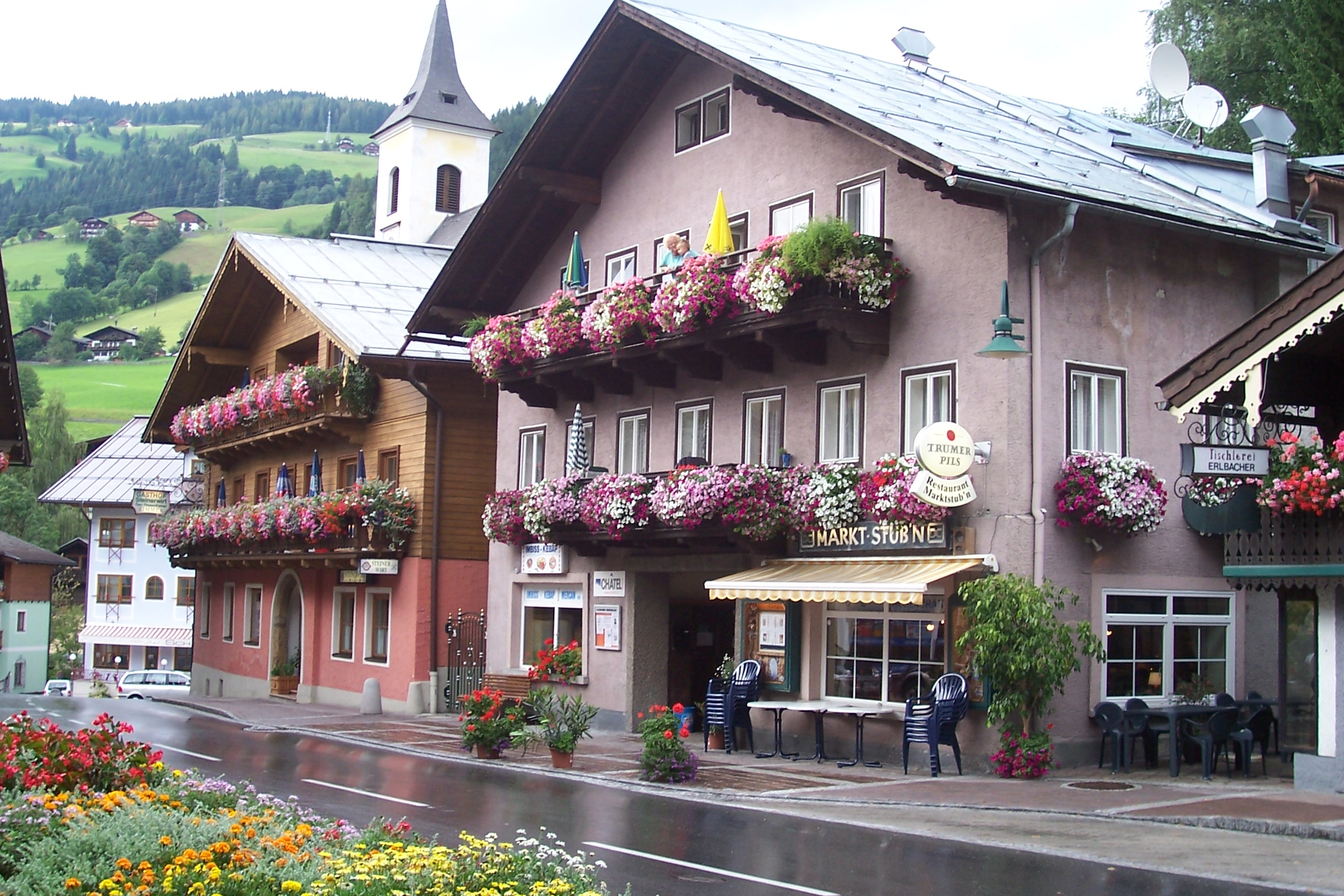
Byns historiska centrum, "Markt" 2005

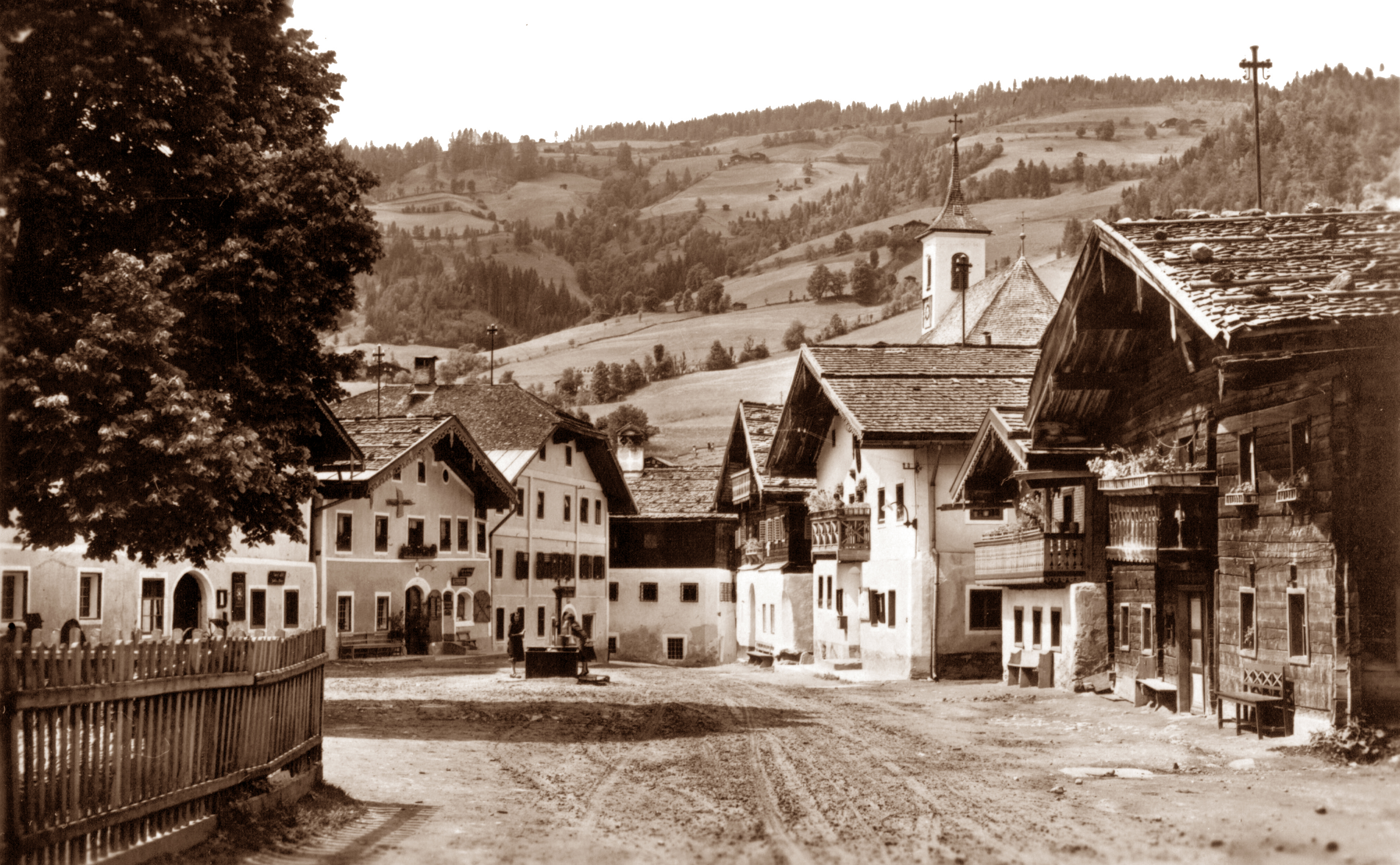
"Markt" innan branden 1927

## Wasserwelt
Kommunen driver ett badland "Wasserwelt" som håller öppet året runt. Här erbjuds inomhusbassänger, vattenrutschbanor, bubbelpooler, avslappningsrum och flera olika bastu- och spaområden. Sommartid erbjuds även utomhuspooler, lekplats och utomhusrestaurang. Inträde till Wasserwelt är gratis för gäster som betalar kommunal turistskatt genom sitt boende. Besökande kan köpa inträde.

## Vintersport
Wagrain utgör tillsammans med närliggande orterna Flachau och St. Johann/Alpendorf skidområdet "Snow Space Salzburg" och opererar c:a 50 skidliftar med c:a 70 olika nedfarter. Sedan gondolbanan Panoramalink färdigställdes vintern 2020/2021 är skidområdet sammanbundet med grannsystemet Kleinarl / Flachauwinkl / Zauchensee som driver ytterligare c:a 30 liftar och 70 nedfarter. Båda systemen utgör tillsammans med ett flertal andra orter i regionerna Salzburg och Steiermark liftkortssamarbetet "Ski Amadé" som är ett av Europas största skidområden. Man kan med samma liftkort använda samtliga dess skidanläggningar, totalt 270 liftar med 760 km nedfarter (2022).
Liftsystemet i Wagrain går i två riktningar. Österut i riktning mot Flachau och Kleinarl går systemet på berget Grießenkareck. Åt andra hållet, i riktning mot St. Johann/Alpendorf går systemet på berget Grafenberg. Sedan invigningen av kabinbanan G-link i november 2013 behöver man inte längre åka buss mellan dalstationerna vid dessa berg utan kan enkelt åka kabinbana över drygt två kilometer på fyra minuter och trettio sekunder. G-link har en höjdskillnad mellan sina båda ändstationer på blott sju meter. 
Den högsta punkten man kan nå med skidlift i Wagrain är 1 980 meter, med sittliften "Topliner - Mulde". 
Förutom alpinskidåkning erbjuder Wagrain även preparerade längdåkningsspår och skidtouringleder. 
Under vintersäsongen trafikeras byn av gratis skidbuss som förbinder byns tre liftstationer, "Grafenberg", "Flying Mozart" och "Rote 8-er" med ett antal hållplatser i och runt byn.

## Personligheter
Trots sin relativt blygsamma storlek har Wagrain satt visst avtryck på omvärlden.

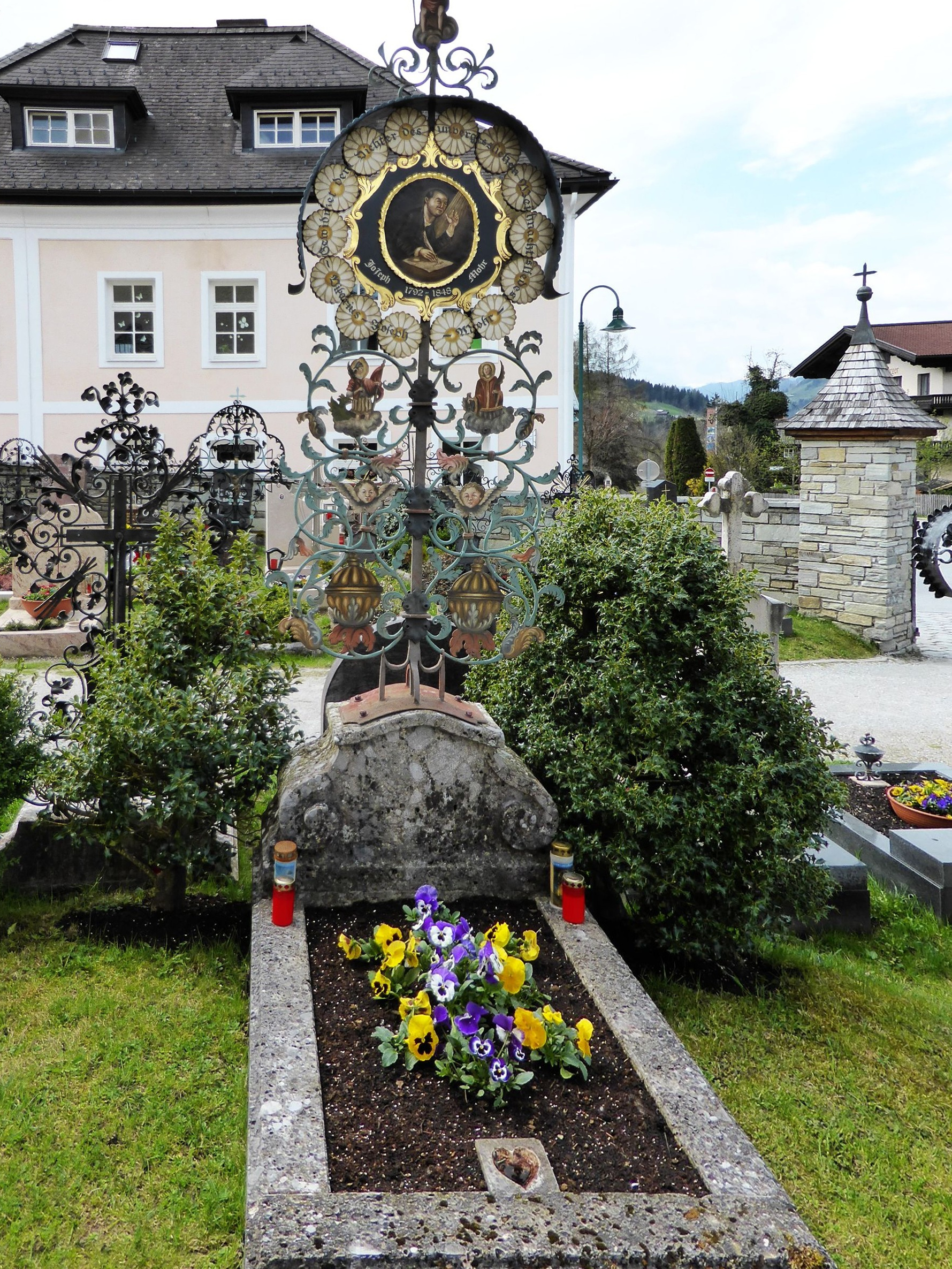
Joseph Mohrs grav vid Pfarrkirche i Wagrain

Joseph Mohr (1792–1848), textförfattare till julsången Stilla natt, bodde och verkade i Wagrain från 1837 fram till sin död.
Alois Rohrmoser (1932–2005), grundare av skidfabriken Atomic, startade tillverkning av träskidor i byn 1955 och byggde företagets första fabrik här.